# Borum-Lyngby
Borum-Lyngby er et lokalsamfund med tre landsbyer i Østjylland.
Befolkningstal (1.1.2019): 723 indbyggere.
Området udgjorde indtil kommunalreformen 1. april 1970 en selvstændig sognekommune i Århus Amt. Derefter blev det en del af Aarhus Kommune.
Borum-Lyngby består geografisk af Borum Sogn med 543 indbyggere (2019) i Framlev Herred og Lyngby Sogn med 180 indbyggere (2019) i Hasle Herred. I området ligger bl.a. landsbyerne Borum, Yderup og Lyngby.
Indbyggerne repræsenteres af Borum-Lyngby Fællesråd, stiftet 1994, med områdets foreninger og råd som medlemmer. Fællesrådet udgiver desuden vejviser med oplysninger om beboere, foreningsliv, service og erhverv.
I kirkelig henseende udgør Borum-Lyngby et pastorat (Borum-Lyngby Pastorat). Der er præstegård og præstebolig i Borum.
Lokalhistorisk Arkiv for Borum og Lyngby Sogne har til huse i Borum-Lyngby Sognegård.